# SDP–Liberal Alliance

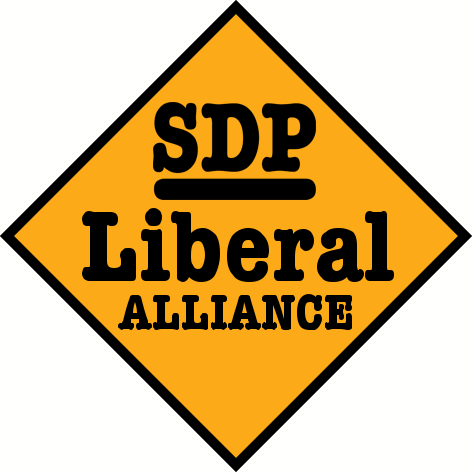
Parteilogo der SDP–Liberal Alliance

Die SDP–Liberal Alliance (englisch für „SDP–Liberale Allianz“) war ein zentristisches Wahlbündnis der britischen Parteien Social Democratic Party und Liberal Party mit dem Ziel, die Labour Party als stärkste Oppositionspartei zu verdrängen.

## Geschichte
Die SDP–Liberal Alliance wurde gegründet, da kleinere Parteien durch das britische Mehrheitswahlrecht im Unterhaus oft unterrepräsentiert waren. Die Allianz trat bei den Unterhauswahlen 1983 und 1987 sowie bei der Europawahl 1984 an, erreichte trotz Stimmenanteilen von teilweise über 20 Prozent aufgrund des Wahlrechts nur geringe Sitzzahlen.
1988 fusionierten die beiden Parteien zur Social and Liberal Democrats, im Oktober 1989 änderte die Partei ihren Namen in Liberal Democrats.

## Wahlergebnisse
| Jahr | Wahl                 | SDP–Liberal Alliance | SDP–Liberal Alliance | SDP–Liberal Alliance | Liberal Party | Liberal Party | Liberal Party | Social Democratic Party | Social Democratic Party | Social Democratic Party |
| Jahr | Wahl                 | Stimmen              | Stimmenanteil        | Sitze                | Stimmen       | Stimmenanteil | Sitze         | Stimmen                 | Stimmenanteil           | Sitze                   |
| ---- | -------------------- | -------------------- | -------------------- | -------------------- | ------------- | ------------- | ------------- | ----------------------- | ----------------------- | ----------------------- |
| 1983 | Unterhauswahlen 1983 | 7.780.949            | 25,4 %               | 23/650               | 4.273.146     | 13,9 %        | 17/650        | 3.507.803               | 11,5 %                  | 6/650                   |
| 1984 | Europawahl 1984      | 2.591.659            | 18,5 %               | 0/81                 | 1.358.169     | 9,3 %         | 0/81          | 1.233.490               | 9,2 %                   | 0/81                    |
| 1987 | Unterhauswahlen 1987 | 7.341.633            | 22,6 %               | 22/650               | 4.173.450     | 12,9 %        | 17/650        | 3.168.183               | 9,7 %                   | 5/650                   |